# База (фильм)
«База» (англ. The Base) — американский художественный фильм 1999 года, боевик с элементами приключенческого фильма. Фильм снят режиссёром Марком Лестером. Этот фильм имеет продолжение — фильм «База-2».
Главные роли в этом фильме исполнили Марк Дакаскос, Тим Эбелл, Пола Трики и Ноа Блэйк. Премьера фильма состоялась 1 июня 1999 года в США, фильм вышел как видеофильм.

## Сюжет
Джон Мерфи — офицер разведки. Он должен расследовать одно странное дело — при передаче американцам мексиканского наркобарона Сантоса вся его группа, в том числе и Сантос, погибли. Для расследования дела Джон внедряется на пограничную военную базу, которая была связана с передачей наркобарона. Кроме того есть подозрения, что спецназовцы с этой базы торгуют оружием и наркотиками. Всё это и должен выяснить Джон.
На пограничной базе Джон знакомится с командиром взвода Гэммоном, очень неприятным типом, жестоким убийцей, который убивает и чужих, и своих. Гэммон с самого начала подозревает Джона. Но со временем, пройдя суровые испытания на силу и выносливость от Гэммона, Джон втирается в доверие к Гэммону, но ненадолго.
Джону удаётся выяснить, что в деле замешано высшее военное руководство. Гэммон снова начинает подозревать Джона и отдаёт приказ своему взводу ликвидировать чужака. Джон же пытается остаться в живых, разоблачить преступную банду и нарушить существующие связи между мексиканской мафией и военными с пограничной базы.

## В ролях
- Марк Дакаскос — майор Джон Мёрфи / капрал Джон Дэлтон
- Тим Эбелл — сержант Майкл С. Гэммон
- Пола Трики — лейтенант Келли Эндрюс
- Ноа Блэйк — капрал Кастельяно
- Дуэйн Мэкопсон — капрал Кнокс
- Кристиан Бочер — капрал Хендерсон
- Мэдисон Мэйсон — генерал Лео Оксенберг
- Фредерик Коффин — генерал Альберт Бекер
- Марко Родригес — Росато
- Джой Рентерия — Рэй

## Съёмочная группа
- Авторы сценария: Джефф Элберт, Хеш Рефан и Крэйг Невиус
- Режиссёр: Марк Лестер
- Оператор: Жак Хэйткин
- Монтаж: Дэвид Берлатски
- Композитор: Пол Заза
- Художник: Кэнди Гатеррес
- Костюмы: Кэролайн Маркс
- Декорации: Кристин Ирвин
- Продюсеры: Дэна Дубовски и Марк Лестер
- Исполнительный продюсер: Джефф Сэкмэн
- Ассоциированный продюсер: Брайан Эттинг
- Кастинг: Марк Тиллмэн

## Дополнительная информация
- Держателем лицензии на фильм на территории России является фирма «Пирамида».